# Sunday Maweni
Sunday Maweni, född 1 januari 1959, är en friidrottare från Botswana. Han deltog vid olympiska sommarspelen 1988.